# Henicopernis longicauda
Henicopernis longicauda là một loài chim trong họ Accipitridae.
Loài này phân bố ở Indonesia và Papua New Guinea.